# Ulungur He
Ulungur He är ett vattendrag i Kina. Det ligger i den autonoma regionen Xinjiang, i den nordvästra delen av landet, omkring 350 kilometer norr om regionhuvudstaden Ürümqi.
Genomsnittlig årsnederbörd är 196 millimeter. Den regnigaste månaden är juli, med i genomsnitt 34 mm nederbörd, och den torraste är februari, med 4 mm nederbörd.